# Kirgisische Sprache
Die kirgisische Sprache (kirgisisch кыргыз тили kyrgys tili), Kurzform Kirgisisch (кыргызча kyrgystscha), ist eine zur Familie der Turksprachen gehörende Einzelsprache, die allgemein der Kiptschak-Gruppe zugerechnet wird und die zahlreiche Übereinstimmungen mit benachbarten Turksprachen aufweist. Sie ist Amts- und Nationalsprache der kirgisischen Republik. Eine Umstellung vom kyrillischen zum lateinischen Alphabet wird in Kirgisistan immer wieder diskutiert, ist jedoch aktuell (Stand 2024) nicht vorgesehen.

## Namensvarianten
Früher wurde Kirgisisch lange Zeit fälschlich als „Tatarisch“ bezeichnet und diesem zugerechnet. So wurde das eigentliche Kirgisisch vielfach auch als „Kirgis-Tatarisch“ bezeichnet. Eine alte Selbstbezeichnung der Sprache war bis in die 1930er Jahre auch „Kara-Kirgisisch“ (wörtlich „Schwarzkirgisisch“), die verwendet wurde, um die Sprache vom benachbarten Kasachischen abzugrenzen, das ebenfalls „Kirgisisch“ genannt wurde.
Eine ältere arabisch geschriebene Bezeichnung war auch Qırğız tili (قىرغىز تىلى). Diese Sprachbezeichnung wird noch von jenen Kirgisen verwendet, die heute in Afghanistan und China leben und die noch das arabische Alphabet verwenden. In der heutigen Türkei wird diese Sprache vielfach nur als „kirgisisches Türkisch“ (türkisch Kırgız Türkçesi) bezeichnet.

## Hauptverbreitungsgebiet

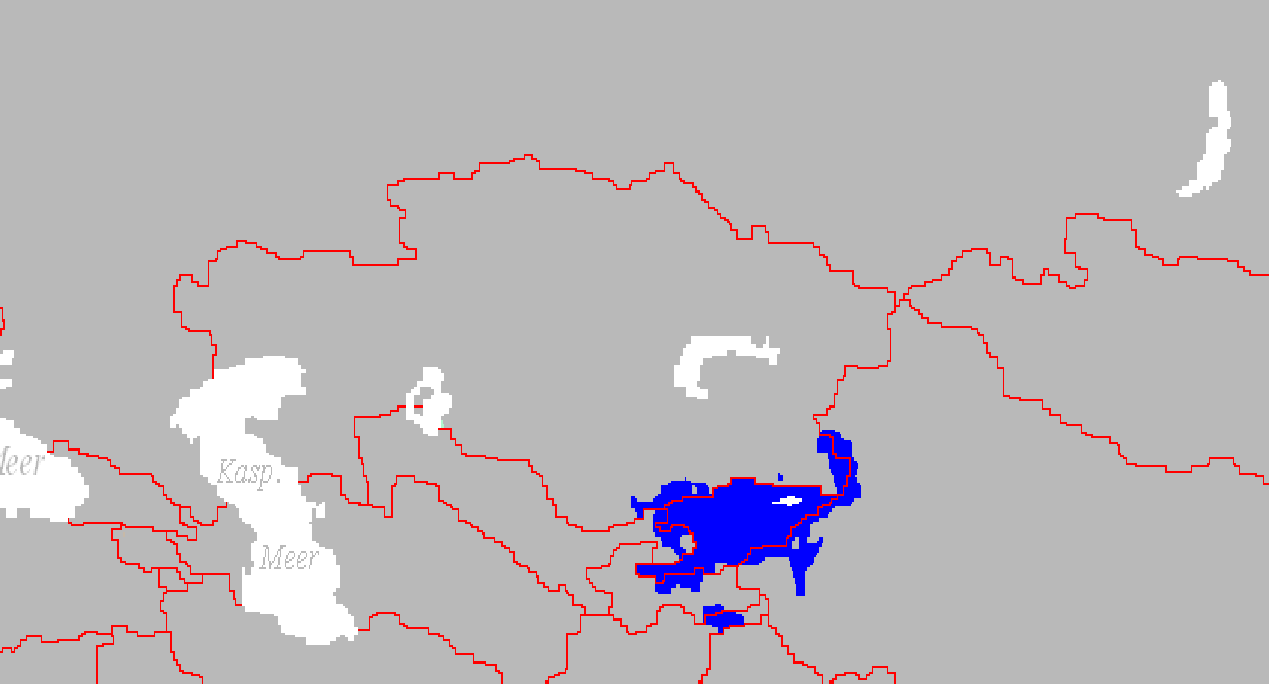
Verbreitungsgebiet des Kirgisischen

Kirgisisch wird von mehreren Millionen Menschen in Kirgisistan (2,3 Millionen), in Kasachstan (14.112), in China (113.000 in Xinjiang), in Afghanistan (25.000), in Tadschikistan (63.832), in der Türkei (1137) und in Usbekistan (174.907) gesprochen.
Bei der letzten Volkszählung der UdSSR (1989) gaben von den 2,5 Millionen Kirgisen rund 2,4 Millionen Kirgisisch als Muttersprache und 5261 als Zweitsprache an.
In der Nacht vom 22. auf den 23. September 1989 wurde Kirgisisch zur Staatssprache in Kirgisistan ernannt, während Russisch weiterhin Arbeitssprache der Republik blieb.
Heutzutage ist Russisch immer noch die wichtigste Sprache in Großstädten wie Bischkek, während Kirgisisch hier weiter an Boden verliert, etwa bei jüngeren Kirgisen.

## Klassifizierungsmöglichkeiten
Das Kirgisische wurde vielfach verschieden klassifiziert. So listet zum Beispiel das „Fischer Lexikon Sprachen“ (1987) das Kirgisische wie nachstehend auf:
- Turksprachen
  - Westlicher Zweig
    - Bulgarische Gruppe
    - Die oghusische Gruppe
    - Kiptschakische Gruppe

  - Östlicher Zweig
    - Uigurische Gruppe
    - Kirgisisch-kyptschakische Gruppe
      - Kirgisisch

Der Turkologe Menges teilte das Kirgisische der Aralo-kaspischen Gruppe der Turksprachen zu:
- Turksprachen
  - Aralo-kaspische Gruppe
    - Kasachisch
    - Karakalpakisch
    - Nogaisch
    - Kiptschak-Özbekisch
    - Kirgisisch

Dagegen führt das „Metzler Lexikon Sprache“ (1993) das Kirgisische außerhalb jeder Gruppe. Die aktuelle Klassifizierung ist im Artikel Turksprachen aufgeführt.

## Dialekte und Alphabete
Das Kirgisische ist dialektal stark gegliedert. Heute werden die ca. 40 kirgisischen Dialekte in fünf Hauptgruppen eingeteilt, die stark von den benachbarten Turksprachen beeinflusst sind:
1. Nordkirgisisch (mit Einflüssen aus den altaischen Turksprachen)
2. Ostkirgisisch (mit Einflüssen aus dem Uigurischen)
3. Zentralkirgisisch (das als Übergangsdialekt zwischen den Gruppen steht)
4. Südkirgisisch (mit Einflüssen aus dem Usbekischen)
5. Westkirgisisch (mit Einflüssen aus dem Kasachischen)

Eigenständige Schriftsprache ist das Kirgisische erst seit den 1920er Jahren, als von der einheimischen Intelligenz begonnen wurde, die eigene Muttersprache mit einem modifizierten arabischen Alphabet festzuhalten. Basis der neuen kirgisischen Hochsprache wurde der zentralkirgisische Dialekt, der von allen Kirgisen verstanden wurde. Zuvor hatten die Kirgisen mit einem im 15. Jahrhundert entstandenen Idiom geschrieben, das damals weit verbreitet war: dem Tschagatai. Dieses Idiom war mit einem persisch-arabischen Alphabet verschriftet.
Bereits 1926 wurde bei den Kirgisen die Latinisierung durchgeführt, als man das Neue Turksprachige Alphabet einführte. Dazu begann man ab den 1930er Jahren, den Wortschatz des neuen Hochkirgisischen mit zahlreichen Ableitungen aus dem Aserbaidschanischen anzureichern. Viele Kirgisen, die später die Intelligenz des Landes bildeten, hatten ihre Hochschulausbildung an der Universität Baku bekommen. Da die ersten kirgisischen Hochschulen erst in den 1930er Jahren entstanden, bekamen dadurch mehrere Generationen der kirgisischen Intellektuellenschicht ihre Ausbildung an den Universitäten in Baku. Aber auch in der Universität Gəncə haben Kirgisen studiert.
Die Latinisierung des Landes wurde bereits 1940 wieder rückgängig gemacht. Im Zuge eines von Moskau durchgesetzten obligatorischen Russischunterrichtes bei den nichtslawischen Völkern der UdSSR wurde das damals gebrauchte lateinische Schriftsystem durch ein modifiziertes kyrillisches Alphabet abgelöst. Das Kirgisische in dem zu China gehörenden Xinjiang übernahm ab 1949/1950 eine Zeit lang die moderne kirgisische Kyrilliza. Aber nach dem Bruch Pekings mit Moskau kehrten die Kirgisen Chinas wieder zu einem arabischen Alphabet zurück.
Mit dem beginnenden Zerfall der Sowjetunion nahm der kirgisische Kultusminister im Oktober 1990 an einem ersten Turkgipfel im türkischen Ankara teil. Auf diesem Gipfel wurde unter anderem auch die erneute Latinisierung der zentralasiatischen Turkstaaten und Aserbaidschans beschlossen. Diese sollten innerhalb von 15 Jahren für ihre Länder ein auf dem modernen türkischen Alphabet basierendes Lateinalphabet schaffen. 1995 stellte das kirgisische Kultusministerium ein „kasachisch-kirgisisches Musteralphabet“ der Öffentlichkeit vor. Kasachstan und Kirgisistan hatten gemeinschaftlich aus Kostengründen ein für beide Länder gültiges Lateinalphabet entworfen. Die endgültige Einführung eines westlichen Lateinalphabetes ist aber von der kirgisischen Regierung bis auf Weiteres verschoben, auch ist von ihr kein offizieller Einführungstermin genannt worden. Während die Kasachen bis 2025 auf ein im Jahr 2017 vorgestelltes Lateinalphabet umzusteigen planen, verbleiben die Kirgisen vorerst als einziger Turkstaat beim kyrillischen Alphabet, was von Kirgisistan mit der russischen Minderheit begründet wird.
Von pantürkisch orientierten Teilen der kirgisischen Bevölkerung wurde zwischen 1988 und 1994 erfolglos die Wiedereinführung des abgeschafften arabischen Alphabetes und des Tschagatai gefordert (siehe auch: Alasch – Partei der nationalen Unabhängigkeit und Islamische Turkestan-Partei).
| Kirgisische Kyrilliza | Deutsche Transkription | Transliteration nach DIN 1460-2 | IPA   |
| --------------------- | ---------------------- | ------------------------------- | ----- |
| А а                   | A a                    | A a                             | a     |
| Б б                   | B b                    | B b                             | b     |
| В в                   | W w                    | V v                             | v     |
| Г г                   | G g                    | G g                             | g~ʁ   |
| Д д                   | D d                    | D d                             | d     |
| Е е                   | E e / Je je 1          | E e                             | e, je |
| Ё ё                   | Jo jo                  | Ë ë                             | jo    |
| Ж ж                   | Dsch dsch              | Ž ž                             | dʒ    |
| З з                   | S s                    | Z z                             | z     |
| И и                   | I i                    | I i                             | i     |
| Й й                   | I i / J j 2            | J j                             | j     |
| К к                   | K k                    | K k                             | k~q   |
| Л л                   | L l                    | L l                             | l     |
| М м                   | M m                    | M m                             | m     |
| Н н                   | N n                    | N n                             | n     |
| Ң ң                   | Ng ng                  | Ņ ņ                             | ŋ     |
| О о                   | O o                    | O o                             | o     |
| Ө ө                   | Ö ö                    | Ö ö                             | ø     |
| П п                   | P p                    | P p                             | p     |
| Р р                   | R r                    | R r                             | r     |
| С с                   | S s (ss) 3             | S s                             | s     |
| Т т                   | T t                    | T t                             | t     |
| У у                   | U u                    | U u                             | u     |
| Ү ү                   | Ü ü                    | Ü ü                             | y     |
| Ф ф                   | F f                    | F f                             | f     |
| Х х                   | Ch ch                  | H h                             | x     |
| Ц ц                   | Z z                    | C c                             | ʦ     |
| Ч ч                   | Tsch tsch              | Č č                             | ʧ     |
| Ш ш                   | Sch sch                | Š š                             | ʃ     |
| Щ щ                   | Schtsch schtsch        | Šč šč                           | ʃ     |
| Ъ ъ                   | –                      | ʺ                               | –     |
| Ы ы                   | Y y                    | Y y                             | ɯ     |
| Ь ь                   | –                      | ʹ                               | –     |
| Э э                   | E e                    | Ė ė                             | e     |
| Ю ю                   | Ju ju                  | Ju ju                           | ju    |
| Я я                   | Ja ja                  | Ja ja                           | ja    |